# Belagerungsartillerie
Die Belagerungsartillerie ist eine Weiterentwicklung der Artillerie, die besonders zerstörerisch gegen Städte und weitere Befestigungen aufgrund ihrer erhöhten Reichweite und ihres Zerstörungsradius war. Sie war üblicher Bestandteil größerer Streitkräfte. Bekanntes Beispiel aus dem Ersten Weltkrieg ist die Zerstörung der belgischen Stadt Ypern durch deutsche Belagerungsartillerie.
Mithilfe der Belagerungsartillerie versuchte man Mauern zu zerstören oder die Besatzung auf der anderen Seite zu zwingen, die Stadt oder Festung aufzugeben.
Erreicht wurde letzteres durch Hohlgeschosse (Granaten), die in den Festungsbereich geschossen wurden, um die Besatzung durch die Streuladung der explodierenden Granate zur Aufgabe zu zwingen.